# 33e cérémonie des Grammy Awards
La 33e cérémonie annuelle des Grammy Awards a eu lieu au Radio City Music Hall à New York le 20 février 1991.

## Palmarès
| Prix                                                                         | Artiste                            | Titre                                                                                            |
| ---------------------------------------------------------------------------- | ---------------------------------- | ------------------------------------------------------------------------------------------------ |
| Enregistrement de l'année                                                    | Phil Collins                       | Another Day in Paradise                                                                          |
| Album de l'année                                                             | Quincy Jones                       | Back on the Block                                                                                |
| Chanson de l'année                                                           |                                    | From a Distance                                                                                  |
| Meilleur nouvel artiste                                                      | Mariah Carey                       | Mariah Carey                                                                                     |
| Best Pop Vocal Performance, Female                                           | Mariah Carey                       | Vision of Love                                                                                   |
| Best Pop Vocal Performance, Male                                             | Roy Orbison                        | Oh, Pretty Woman                                                                                 |
| Best Pop Performance By A Duo Or Group With Vocal                            | Linda Ronstadt et Aaron Neville    | All My Life                                                                                      |
| Best Pop Instrumental Performance                                            | Angelo Badalamenti                 | Twin Peaks Theme                                                                                 |
| Best Rock Vocal Performance, Female                                          | Alannah Myles                      | Black Velvet                                                                                     |
| Best Rock Vocal Performance, Male                                            | Eric Clapton                       | Bad Love                                                                                         |
| Best Rock Performance By A Duo Or Group With Vocal                           | Aerosmith                          | Janie's Got a Gun                                                                                |
| Best Rock Instrumental Performance                                           | Vaughan Brothers                   | D/FW                                                                                             |
| Best Hard Rock Performance                                                   | Living Colour                      | Time's Up                                                                                        |
| Best Metal Performance                                                       | Metallica                          | Stone Cold Crazy                                                                                 |
| Best Alternative Music Performance                                           | Sinéad O'Connor                    | I Do Not Want What I Haven't Got                                                                 |
| Best R&B Vocal Performance, Female                                           | Anita Baker                        | Compositions                                                                                     |
| Best R&B Vocal Performance, Male                                             | Luther Vandross                    | Here and Now                                                                                     |
| Best R&B Performance By A Duo Or Group With Vocal                            | Ray Charles & Chaka Khan           | I'll Be Good to You                                                                              |
| Best Rhythm & Blues Song                                                     |                                    | U Can't Touch This                                                                               |
| Best Rap Solo Performance                                                    | MC Hammer                          | U Can't Touch This                                                                               |
| Best Rap Performance By A Duo Or Group                                       |                                    | Back on the Block                                                                                |
| Best New Age Performance                                                     | Mark Isham                         | Mark Isham                                                                                       |
| Best Jazz Fusion Performance                                                 | Quincy Jones                       | Birdland                                                                                         |
| Best Jazz Vocal Performance, Female                                          | Ella Fitzgerald                    | All That Jazz                                                                                    |
| Best Jazz Vocal Performance, Male                                            | Harry Connick Jr.                  | We Are In Love                                                                                   |
| Best Jazz Instrumental Performance, Soloist                                  | Oscar Peterson                     | The Legendary Oscar Peterson Trio Live At The Blue Note                                          |
| Best Jazz Instrumental Performance, Group                                    | The Oscar Peterson Trio            | The Legendary Oscar Peterson Trio Live At The Blue Note                                          |
| Best Jazz Instrumental Performance, Big Band                                 | Frank Foster                       | Basie's Bag                                                                                      |
| Best Country Vocal Performance, Female                                       | Kathy Mattea                       | Where've You Been                                                                                |
| Best Country Vocal Performance, Male                                         | Vince Gill                         | When I Call Your Name                                                                            |
| Best Country Performance By A Duo Or Group With Vocal                        | The Kentucky Headhunters           | Pickin' On Nashville                                                                             |
| Best Country Vocal Collaboration                                             | Chet Atkins et Mark Knopfler       | Poor Boy Blues                                                                                   |
| Best Country Instrumental Performance                                        | Chet Atkins et Mark Knopfler       | So Soft, Your Goodbye                                                                            |
| Best Bluegrass Recording                                                     | Alison Krauss                      | I've Got That Old Feeling                                                                        |
| Best Country Song                                                            |                                    | Where've You Been                                                                                |
| Best Rock/Contemporary Gospel Album                                          | Petra                              | Beyond Belief                                                                                    |
| Best Pop Gospel Album                                                        | Sandi Patti                        | Another Time... Another Place                                                                    |
| Best Southern Gospel Album                                                   | Bruce Carroll                      | The Great Exchange                                                                               |
| Best Traditional Soul Gospel Performance                                     | Tramaine Hawkins                   | Tramaine Hawkins Live                                                                            |
| Best Contemporary Soul Gospel Album                                          | Take 6                             | So Much 2 Say                                                                                    |
| Best Gospel Album By A Choir Or Chorus                                       |                                    | Having Church                                                                                    |
| Best Latin Pop Performance                                                   | José Feliciano                     | Por Que Te Tengo Que Olvidar?                                                                    |
| Best Tropical Latin Performance                                              | Tito Puente                        | Lambada Timbales                                                                                 |
| Best Mexican-American Performance                                            | Texas Tornados                     | Soy De San Luis                                                                                  |
| Best Traditional Blues Recording                                             | B.B. King                          | Live at San Quentin                                                                              |
| Best Contemporary Blues Recording                                            | Vaughan Brothers                   | Family Style                                                                                     |
| Best Traditional Folk Recording                                              | Doc Watson                         | On Praying Ground                                                                                |
| Best Contemporary Folk Recording                                             | Shawn Colvin                       | Steady On                                                                                        |
| Best Reggae Recording                                                        | Bunny Wailer                       | Time Will Tell - A Tribute To Bob Marley                                                         |
| Best Polka Recording                                                         | Jimmy Sturr                        | When It's Polka Time at Your House                                                               |
| Best Recording For Children                                                  |                                    | The Little Mermaid                                                                               |
| Best Comedy Recording                                                        | Peter Schickele                    | P.D.Q. Bach: Oedipus Tex And Other Choral Calamities                                             |
| Best Spoken Word Or Non-Musical Recording                                    | George Burns                       | Gracie - A Love Story                                                                            |
| Best Musical Cast Show Album                                                 |                                    | Les Miserables - The Complete Symphonic Recording                                                |
| Best Instrumental Composition                                                |                                    | Change of Heart                                                                                  |
| Best Instrumental Composition Written For A Motion Picture Or For Television |                                    | Glory                                                                                            |
| Best Song Written Specifically For A Motion Picture Or For Television        |                                    | Under The Sea (From The Little Mermaid)                                                          |
| Best Music Video - Short Form                                                | Paula Abdul                        | Opposites Attract                                                                                |
| Best Music Video - Long Form                                                 | MC Hammer                          | Please Hammer Don't Hurt 'Em - The Movie                                                         |
| Best Arrangement On An Instrumental                                          |                                    | Birdland                                                                                         |
| Best Instrumental Arrangement Accompanying Vocal(s)                          |                                    | The Places You Find Love                                                                         |
| Best Engineered Recording - Non-Classical                                    |                                    | Back on the Block                                                                                |
| Producer Of The Year (Non-Classical)                                         | Quincy Jones                       | Quincy Jones                                                                                     |
| Best Album Package                                                           |                                    | Days of Open Hand                                                                                |
| Best Album Notes                                                             |                                    | Brownie - The Complete Emarcy Recordings of Clifford Brown                                       |
| Best Historical Album                                                        | Robert Johnson                     | Robert Johnson - The Complete Recordings                                                         |
| Best Classical Album                                                         |                                    | Ives: Sym. No. 2; Gong On The Hook And Ladder; Central Park In The Dark; The Unanswered Question |
| Best Orchestral Recording                                                    |                                    | Shostakovich: Symphonies Nos. 1 & 7                                                              |
| Best Opera Recording                                                         |                                    | Wagner: Das Rheingold                                                                            |
| Best Choral Performance (Other Than Opera)                                   |                                    | Walton: Belshazzar's Feast/Bernstein: Chichester Psalms; Missa Brevis                            |
| Best Classical Performance, Instrumental Soloist (With Orchestra)            |                                    | Shostakovich: Violin Concerto No. 1 In A Minor/Glazunov: Violin Concerto In A Minor              |
| Best Classical Performance, Instrumental Soloist (Without Orchestra)         | Vladimir Horowitz                  | The Last Recording                                                                               |
| Best Chamber Music Or Other Small Ensemble Performance                       | Daniel Barenboim et Itzhak Perlman | Brahms: The Three Violin Sonatas                                                                 |
| Best Classical Vocal Performance                                             | Orchestra Del Maggio Musicale      | Carreras, Domingo, Pavarotti In Concert                                                          |
| Best Contemporary Composition                                                | Leonard Bernstein                  | Bernstein: Arias & Barcarolles                                                                   |
| Best Engineered Recording (Classical)                                        |                                    | Rachmaninoff: Vespers                                                                            |
| Classical Producer Of The Year                                               | Adam Stern                         | Adam Stern                                                                                       |